# Cualác
Cualác är en kommun i Mexiko.   Den ligger i delstaten Guerrero, i den sydöstra delen av landet, 190 km söder om huvudstaden Mexico City. Antalet invånare är 6 816.
Följande samhällen finns i Cualác:
- Chiaucingo
- San Martín Jolalpan
- El Cuahulote
- Tlalapa
- Tecojcoyunca
- Cuescomapa
- El Tezóquio
- Aguaxotla
- Nuevo Paraíso
- Xalmolapa